# Кострюков Микола Григорович
Кострюков Микола Григорович (3.05.1924 — 19.10.1984) — учасник Радянсько-німецької війни, командир відділення 6-ї роти 2-го стр. батальйону 212-го гвардійського стрілецького полку 75-ї Бахмацької двічі Червонозоряної ордена Суворова гвардійської стрілецької дивізії 30-го стрілецького корпусу 60-ї Армії Центрального фронту, Герой Радянського Союзу (17.10.1943), гвардії сержант.

## Біографія
Народився 3 травня 1924 року у в станиці Камишевська Цимлянського району Ростовської обл., РФ. Освіта початкова середня. Працював горноробочим шахти в м. Новошахтинськ Ростовської обл.
В Червоній Армії з серпня 1942 року. На фронті з березня 1943 года. Командир відділення 6-ї роти 2-го стрілецького батальйону 212-го гвардійського полку 75-ї Бахмацької двічі Червонозоряної ордена Суворова гвардійської стрілецької дивізії.
Особливо відзначився при форсуванні ріки Дніпро північніше Києва восени 1943 року, у боях при захопленні та утриманні плацдарму на правому березі Дніпра в районі сіл Глібівка та Ясногородка (Вишгородський район Київської області). 23 вересня 1943 року у складі взводу молодшого лейтенанта Г. Г. Яржина форсував Дніпро в районі села Ясногородка Вишгородського району Київської області. Брав участь у захопленні пароплава «Миколаїв» і баржі з військово-інженерним вантажем.
Указом Президії Верховної Ради СРСР від 17 жовтня 1943 року за мужність і героїзм проявлені при форсуванні Дніпра і утриманні плацдарму гвардії сержанту Кострюкову Миколі Григоровичу присвоєне звання Героя Радянського Союзу з врученням ордена Леніна і медалі «Золота Зірка».
Після війни демобілізувався, повернувся в рідную станицю Камишевську, потім переїхав в м. Новошахтинськ, де жив і працював до кінця життя.

## Нагороди
- медаль «Золота Зірка» № 8888 Героя Радянського Союзу (17 жовтня 1943)
- Орден Леніна
- Медалі